# Gessie by
Gessie by är en småort tillhörande av Vellinge kommun. Byn är belägen mellan Hököpinge och Tygelsjö längs med den gamla landsvägen (väg 500).

## Läget och området
Gessie kyrkby är beräknad att vara cirka 32 hektar stort med 45 bebyggda fastigheter i området. En bit norr om byn finner man kommungränsen till Malmö och strax söderut finns Hököpinge brukssamhälle. De stora arealerna jordbruksmark skiljer byn från Tygelsjö, Hököpinge och Gessie villastad.
Man brukar vanligtvis dela in kyrkbyn i tre bebyggelseområden:

## Östra delen
I östra delen ser man byn från den mer kulturhistoriska synvinkeln. Där finner man stora kringbyggda gårdar, den gamla kyrkgården och även prästgården. Numera finns det även ett förskola belägen mitt i området, och även före detta Gessie byakrog som för ett tag sen var populär bland befolkningen i byn och kringbyarna. Men då krogen till slut gick i konkurs och mc-klubben Outlaws MC köpte byggnaden, tvingades Vellinge kommun att förhandla med klubben angående fastigheten och numera står den tom och är ägd av Vellinge kommun.

## Centrala delen
I den centrala delen finns flertalet av bostadshusen och även jordbruksfastigheter och lokaler inom verksamheten.

## Västra delen
I den västra delen finner man Gessie kyrka och även där finns det några få bostadshus längs med Gessiebäcken. 

## Framtidsplaner
Det finns planer (2014) på att utöka byn med fler fastigheter. Däremot vill man att utvecklingen ska gå stegvis under ett längre tidsperspektiv och att nybyggena ska anpassas till den nuvarande miljön. Syftet med detta är att man vill bevara den kulturhistoriska miljön och även undvika större förändringar av mark- och jordbruksanvändningen.
Det finns också planer på att bygga en cykelväg längs med väg 529 mellan Gessie Villastad och Gessie By. Detta beror på att man vill ha en ökad trafiksäkerhet då många invånare i Gessie Villastad cyklar till busshållplatsen som är belägen i Gessie By för att kunna ta sig vidare in till Malmö.